# Concert per a violí (Panufnik)
El Concert per a violí compost per Andrzej Panufnik el 1971, és un concert per a violí i orquestra de corda. L'obra va ser escrita per la petició de Yehudi Menuhin, que el va estrenar el 18 de juliol de 1972 al Guildhall de Londres (Festival de la Ciutat de Londres), amb la Menuhin Festival Orchestra sota la batuta de Panufnik.
L'obra té tres moviments⁣:
1. Rubato, que comença i conclou amb cadències per al solista
2. Adagio
3. Vivace

L'obra presenta línies melòdiques llargues i cantants per al solista. Panufnik va escriure sobre l'obra: «Quan Yehudi Menuhin em va demanar que compongués un concert per a violí per a ell, de seguida vaig pensar en les seves qualitats espirituals i poètiques úniques. Vaig sentir que havia de crear una obra que ressaltés aquests dons extraordinaris, sense ofuscar la seva profunditat musical amb focs d’artifici virtuosos».